# 貝克爾巴赫河 (左支流)
51°13′31.57″N 8°32′3.53″E / 51.2254361°N 8.5343139°E
貝克爾巴赫河（德語：Berkelbach），是德國的河流，位於該國西部，處於北萊茵-威斯特法倫州，屬於魯爾河的左支流，河道全長1.9公里，流域面積1.5平方公里。